# Severin von Sachsen

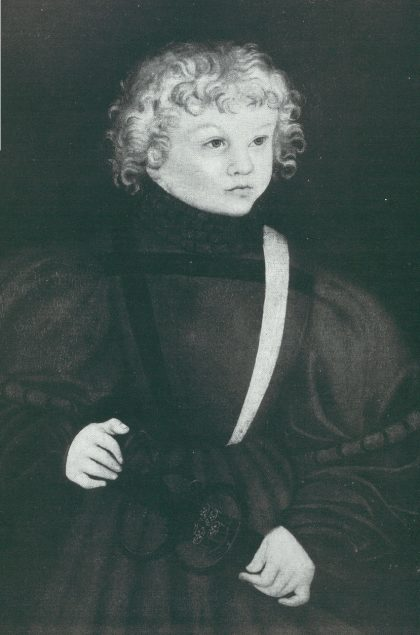
Prinz Severin von Sachsen, Gemälde von Lucas Cranach dem Älteren, 1526

Severin von Sachsen (* 28. August 1522 in Freiberg; † 10. Oktober 1533 in Innsbruck) war ein sächsischer Prinz aus der albertinischen Linie der Wettiner.

## Leben
Severin war der zweite Sohn des sächsischen Herzogs Heinrich (1473–1541) aus dessen Ehe mit Katharina (1487–1561), Tochter des Herzogs Magnus II. von Mecklenburg. Bei der Erziehung Severins und seines älteren Bruders Moritz hatte neben der Mutter deren Erzieher Balthasar Rysche erheblichen Einfluss.
Trotz schwächlicher Gesundheit hatte er bei Zweikämpfen mit seinem Bruder Moritz, die sein Onkel Georg der Bärtige bei Besuchen in Freiberg zwischen den beiden Knaben veranlasste, stets die Oberhand, was den Vater der Jungen zeitweise auf den Gedanken brachte, Moritz vielleicht besser für eine kirchliche Laufbahn vorzusehen.
Auf Geheiß des katholischen Herzogs Georg wurde Severin von seinen dem Luthertum zuneigenden Eltern getrennt und nach Innsbruck geschickt. Dort wurde er gemeinsam mit den Kindern des späteren Kaisers Ferdinand und dessen Gemahlin Anna katholisch erzogen. Der Prinz hatte hier in Bernhard von Rathschitz einen eigenen Hofmeister.
Severin, der stets als blass und heiser redend beschrieben wurde, starb bereits 11-jährig, „die schönsten Hoffnungen mit ins Grab nehmend“. Es wurde eine Obduktion vorgenommen, um die Ursachen von Krankheit und Tod zu ergründen. Der Leichnam wurde in der Zisterzienserabtei in Stams bestattet. Sein Grabmal wurde im Jahr 1552 durch schmalkaldische Truppen seines eigenen Bruders Moritz geplündert und zerstört.

## Rezeption
Im Jahr 1526 fertigte Lucas Cranach der Ältere zwei Knabenbildnisse der beiden Prinzen Moritz und Severin. Das Gemälde Severins entstand in Tempera auf Lindenholz und ist 57 × 38,5 cm groß. Es zählt als vortreffliches und sicheres Werk Cranachs und wurde in das Gesamtverzeichnis national wertvollen Kulturgutes aufgenommen. Es befindet sich im Besitz der Hessischen Hausstiftung und ist im Hessischen Landesmuseum in Darmstadt ausgestellt. Von 2005 bis 2006 befand es sich als Leihgabe im Portland Art Museum.
Eine weitere zeitgenössische Darstellung Severins befindet sich als Buchmalerei in dem seit 1532 vom älteren Cranach fortgesetzten Sächsischen Stammbuch, das in der Sächsischen Landesbibliothek in Dresden verwahrt wird.

## Vorfahren
| Ahnentafel Severin von Sachsen | Ahnentafel Severin von Sachsen                                                                       | Ahnentafel Severin von Sachsen                                                      | Ahnentafel Severin von Sachsen                                                      | Ahnentafel Severin von Sachsen                                                      | Ahnentafel Severin von Sachsen                                                                  | Ahnentafel Severin von Sachsen                                                             | Ahnentafel Severin von Sachsen                                                           | Ahnentafel Severin von Sachsen                                                           |
| ------------------------------ | --- | ----------------------------------------------------------------------------------- | ----------------------------------------------------------------------------------- | ----------------------------------------------------------------------------------- | ----------------------------------------------------------------------------------------------- | ------------------------------------------------------------------------------------------ | ---------------------------------------------------------------------------------------- | ---------------------------------------------------------------------------------------- |
| Ururgroßeltern                 | Kurfürst Friedrich I. von Sachsen (1370–1428) ⚭ 1402 Katharina von Braunschweig-Lüneburg (1395–1442) | Herzog Ernst der Eiserne (1377–1424) ⚭ 1412 Cimburgis von Masowien (1394/97–1429)   | Viktorin von Podiebrad (1403–1427) Anna von Wartenberg (1403–1427)                  | Smil von Sternberg (–1431) Barbara von Pardubitz (–1433)                            | Herzog Johann IV. zu Mecklenburg (1370–1422) ⚭ 1416 Katharina von Sachsen-Lauenburg (1400–1450) | Kurfürst Friedrich I. von Brandenburg (1371–1440) ⚭ 1401 Elisabeth von Bayern (1383–1442)  | Wartislaw IX. (1400–1457) ⚭ 1420 Sophia von Braunschweig-Lüneburg (–1462)                | Herzog Bogislaw IX. (um 1407/1410–1446) ⚭ 1432 Maria von Masowien (um 1410–1454)         |
| Urgroßeltern                   | Kurfürst Friedrich II. (1412–1464) ⚭ 1431 Margaretha von Österreich (1416–1486)                      | Kurfürst Friedrich II. (1412–1464) ⚭ 1431 Margaretha von Österreich (1416–1486)     | König Georg von Podiebrad (1420–1471) ⚭ 1441 Kunigunde von Sternberg (1425–1449)    | König Georg von Podiebrad (1420–1471) ⚭ 1441 Kunigunde von Sternberg (1425–1449)    | Herzog Heinrich IV. zu Mecklenburg (1417–1477) ⚭ 1432 Dorothea von Brandenburg (1420–1491)      | Herzog Heinrich IV. zu Mecklenburg (1417–1477) ⚭ 1432 Dorothea von Brandenburg (1420–1491) | Erich II. von Pommern-Wolgast (1425–1474) ⚭ 1451 Sophia von Pommern-Stolp (um 1435–1497) | Erich II. von Pommern-Wolgast (1425–1474) ⚭ 1451 Sophia von Pommern-Stolp (um 1435–1497) |
| Großeltern                     | Herzog Albrecht der Beherzte (1443–1500) ⚭ 1464 Sidonie von Böhmen (1449–1510)                       | Herzog Albrecht der Beherzte (1443–1500) ⚭ 1464 Sidonie von Böhmen (1449–1510)      | Herzog Albrecht der Beherzte (1443–1500) ⚭ 1464 Sidonie von Böhmen (1449–1510)      | Herzog Albrecht der Beherzte (1443–1500) ⚭ 1464 Sidonie von Böhmen (1449–1510)      | Herzog Magnus II. (1441–1503) ⚭ 1478 Sophie von Pommern (1460–1504)                             | Herzog Magnus II. (1441–1503) ⚭ 1478 Sophie von Pommern (1460–1504)                        | Herzog Magnus II. (1441–1503) ⚭ 1478 Sophie von Pommern (1460–1504)                      | Herzog Magnus II. (1441–1503) ⚭ 1478 Sophie von Pommern (1460–1504)                      |
| Eltern                         | Herzog Heinrich der Fromme (1473–1541) ⚭ 1512 Katharina von Mecklenburg (1487–1561)                  | Herzog Heinrich der Fromme (1473–1541) ⚭ 1512 Katharina von Mecklenburg (1487–1561) | Herzog Heinrich der Fromme (1473–1541) ⚭ 1512 Katharina von Mecklenburg (1487–1561) | Herzog Heinrich der Fromme (1473–1541) ⚭ 1512 Katharina von Mecklenburg (1487–1561) | Herzog Heinrich der Fromme (1473–1541) ⚭ 1512 Katharina von Mecklenburg (1487–1561)             | Herzog Heinrich der Fromme (1473–1541) ⚭ 1512 Katharina von Mecklenburg (1487–1561)        | Herzog Heinrich der Fromme (1473–1541) ⚭ 1512 Katharina von Mecklenburg (1487–1561)      | Herzog Heinrich der Fromme (1473–1541) ⚭ 1512 Katharina von Mecklenburg (1487–1561)      |
| Severin von Sachsen            | |                                                                                     |                                                                                     |                                                                                     |                                                                                                 |                                                                                            |                                                                                          |                                                                                          |